# Бертхолд I фон Хенеберг
Бертхолд I фон Хенеберг (на немски: Berthold I von Henneberg; † 29 септември 1312, Мюнерщат) от род Хенеберги, е епископ на Вюрцбург (1267 – 1274) и вай-епископ на Майнц (1307 – 1312).

## Произход
Той е син на граф Попо VII фон Хенеберг († 21 август 1245), последният бургграф на Вюрцбург, и първата му съпруга Елизабет фон Вилдеберг († 1220) или на втората му съпруга Юта Клариция фон Тюрингия († 1235), дъщеря на ландграф Херман I от Тюрингия и София фон Зомершенбург. По-големият му брат е Херман I фон Хенеберг (1224 – 1290), граф на Хенеберг. Негов полубрат е маркграф Хайнрих III фон Майсен.